# Crimson Skies: High Road to Revenge
Crimson Skies: High Road to Revenge est un simulateur de vol de combat orienté arcade développé par FASA Corporation et édité par Microsoft Games sur Xbox. C'est la suite du jeu vidéo Crimson Skies sorti sur PC et il se situe dans le même univers que le jeu de figurines Crimson Skies.

## Synopsis
Dans une Amérique parallèle des années 1930, les États-Unis sont divisées en 24 nations indépendantes, affaiblies par la Prohibition ainsi que la Grande Dépression de 1929, ces guerres incessantes entre les États détruisirent chaque autoroutes où voies de chemins de fer inter-états, ainsi les voyages aériens par avions et zeppelins fut primordiale, reliant les nations alliées devenant maintenant d'une importance capitale pour les marchandises et passagers amenés d'un pays à l'autre.